# Dicranomyia cramptoniana
Dicranomyia cramptoniana là một loài ruồi trong họ Limoniidae. Chúng phân bố ở miền Tân bắc.